# Constantí Bodin
Constantí Bodin (serbi i búlgar: Константин Бодин, Konstantin Bodin); fl. 1072-1101) fou un rei i governant medieval de Dioclea el principat serbi més preeminent d'aquell temps, des del 1081 fins al 1101. Succeí al seu pare, Miquel Vojislavljević (r. 1046-1081).
Nasqué en temps de pau, quan els eslaus meridionals eren súbdits de l'Imperi Romà d'Orient. El 1072, els nobles búlgars demanaren ajut al seu pare en la seva revolta contra Constantinoble. Miquel els envià Bodin, que fou coronat tsar de Bulgària amb el nom de regnat de Pere (búlgar: Петър, Pètar). Per aquest motiu, de vegades és conegut com a Pere III. Bodin participà en l'efímera revolta i fou capturat després d'alguns èxits. Fou alliberat el 1078 i, a la mort del seu pare el 1081, li succeí al tron de Dioclea. Malgrat que renovà la seva acceptació de la sobirania romana, no trigà gaire a aliar-se amb els enemics de Constantinoble, els normands, cosa que desembocà en una invasió romana i la seva nova captura. Tot i que recuperà la seva llibertat de seguida, la seva reputació i la seva influència quedaren malmeses. Fou marginat per un dels seus governadors, Vukan, que continuà la lluita contra els romans.